# Кольбаев, Камчибек Асанбекович
Камчибе́к Асанбе́кович Кольба́ев (кирг. Камчыбек Асанбек уулу Көлбаев; также известен как Коля-Киргиз и Камчи Бишкекский; 3 августа 1974, Чолпон-Ата, Иссык-Кульская область — 4 октября 2023[…], Бишкек) — лидер организованной преступности Кыргызстана, первый «вор в законе» из киргизов. Убит 4 октября 2023 года в ходе задержания правоохранительными органами Кыргызстана.

## Биография
Уроженец Чолпон-Аты Иссык-Кульской области Киргизской ССР. Долгое время был ближайшим подручным лидера организованной преступности Кыргызстана Рысбека Акматбаева. В конце 1990-х годов их дороги разошлись. Бывшие друзья рассорились окончательно. Тогда многие говорили, что Рысбек Акматбаев забрал у Камчибека Кольбаева бизнес.
В 2000 году на Акматбаева было совершено покушение. Двое его сопровождавших были убиты. Сам Акматбаев был ранен. Обвинения в убийстве двух людей и покушении на жизнь третьего были предъявлены Кольбаеву. Суд приговорил последнего к 25 годам лишения свободы, признав виновным. Но Кольбаев срок до конца не отбыл. В феврале 2006 года он был переведён из исправительной колонии № 8 (с. Петровка (Чуйская область)) в колонию-поселение, откуда вскоре исчез. Специализированная прокуратура Кыргызстана возбудила против него уголовное дело по статье 336 Уголовного кодекса республики (побег из мест лишения свободы).
В 2008 году киргизская и российская пресса сообщали о коронации Камчи Кольбаева, как первого «вора в законе» из киргизов. Тогдашний министр внутренних дел Кыргызстана Мурат Суталинов даже связывал с этим обстоятельством определённые надежды: 

«Это первый вор из киргизов, который вообще стал вором в законе. Теперь, я думаю, что в преступном мире республики в определённой мере произойдёт стабилизация — будет меньше беспредельщиков и отморозков. Камчи Кольбаев, наверное, будет придерживаться старых воровских понятий, там есть определённые элементы справедливости: „не убивать, не грабить слабых, не проливать человеческую кровь“. Поэтому с отморозками и беспредельщиками в стране будет покончено».
Камчы Кольбаев был одним из самых авторитетных, признанных и самых влиятельных «воров в законе» Кыргызстана и СНГ. Считался «смотрящим» Кыргызстана. Кличка — «Коля-Киргиз». Коронован в Москве 23 апреля 2008 года лично Вячеславом Иваньковым по кличке «Япончик» и Асланом Усояном по кличке «Дед Хасан». «Сходка», проходившая в развлекательном комплексе «Кристалл», собрала около 30 представителей уголовной элиты.
Был «смотрящим» 31-й колонии в Молдовановке.
Кольбаев владел 850 единицами недвижимости — роскошные особняки, коттеджи, элитные клубные дома, центры отдыха, пансионаты, рестораны, земельные участки, конюшни, охотничьи угодья, более 60 люксовых машин. «Начата процедура обращения в доход государства части имущества, добытого преступным путем.
А также ГКНБ сообщила что активы Кольбаев  оценивается на общую 1$ млрд долларов США. Собственная корона.
22 июля 2011 года был задержан в столице ОАЭ Абу-Даби. Его подозревали в ограблении ювелирного бутика. Вместе с ним были арестованы несколько его приближённых. В их отношении в Кыргызстане было возбуждено уголовное дело по статье 231 (организация преступного сообщества). 11 августа генеральная прокуратура Кыргызстана отправила запрос на экстрадицию задержанных, однако 7 сентября 2011 года Кольбаев был освобождён.
В июне 2011 года Кольбаев был официально признан в США одной из ключевых фигур в международном наркобизнесе и занесён в список известного «Братского круга». По официальной информации властей США, преступная сеть Кольбаева связана с «Братским кругом». Группировка несёт ответственность за преступления, связанные с незаконным оборотом оружия и наркотиков, торговлей людьми и вымогательством.
8 декабря 2012 года экстрадирован из Дубая (ОАЭ) и «добровольно» вернулся в Кыргызстан, где сдался спецслужбам и был сразу арестован по обвинениям в похищении человека, разбое, создании преступного сообщества и других. Однако в ходе судебного разбирательства свидетели и потерпевшие стали отказываться от данных ранее показаний против «законника». 18 октября 2013 года судья Первомайского райсуда Кыргызстана А. Боромбаев приговорил Кольбаева к пяти годам и шести месяцам лишения свободы с конфискацией имущества с содержанием в колонии строгого режима. Вторая инстанция смягчила приговор до трёх лет лишения свободы. Верховный суд республики оставил это решение в силе. Вскоре стало известно об освобождении Кольбаева.
Убит 4 октября 2023 года в ходе задержания правоохранительными органами Кыргызстана.
ГКНБ сообщило что  Кольбаев и его телохранители оказали сопротивление, обстреляли сотрудников силовых структур. В результате Кольбаев и его телохранитель были убиты.
Направления преступной деятельности: наркобизнес, торговля оружием, вымогательство, рэкетирство, чёрное риелторство, грабежи, разбой, автоугон, бандитизм, отмывание денег, хищение государственного имущества и заказные убийства. Был одним из самых состоятельных людей Кыргызстана.

## Примечание
1. ↑  Киргизский криминальный авторитет застрелен в Бишкеке в ходе операции спецслужб. Interfax.ru (4 октября 2023). Дата обращения: 5 октября 2023. Архивировано 5 октября 2023 года.
2. ↑  Камчы Кольбаев убит в ходе спецоперации в Бишкеке. Радио Азаттык (Кыргызская служба Радио Свободная Европа/Радио Свобода) (4 октября 2023). Дата обращения: 5 октября 2023. Архивировано 5 октября 2023 года.
3. ↑  ГКНБ подтвердил ликвидацию Камчы Кольбаева. kaktus.media (4 октября 2023). Дата обращения: 5 октября 2023. Архивировано 4 октября 2023 года.
4. 1 2  https://www.azattyk.org/a/krimtobol-kolbaevdi-karmoo-operatsiyasy-zhurup-zhatat/32622614.html
5. ↑  https://www.interfax.ru/world/924143
6. ↑  https://rus.azattyk.org/a/kamchy-kolbaev-ubit-v-hode-spetsoperatsii-v-bishkeke/32622702.html
7. 1 2  В Кыргызстане во время спецоперации убит криминальный авторитет Камчы Кольбаев. Настоящее Время (4 октября 2023). Дата обращения: 13 апреля 2024. Архивировано 7 апреля 2024 года.